# Jargó
Jargó o jargon (ocasionalment en escriptures velles jargounce i jacounce) és un nom aplicat per gemmòlegs a aquells zircons que són adients per ser tallats com a gemmes, però no són del color vermell que caracteritza el jacint. La paraula és relacionada amb la persa zargun (zircó;zar-gun, "semblant-or" o "com l'or"). Actualment és un terme obsolet.
Alguns del més apreciats jargons són verds, altres marró i groc, mentre alguns són incolors. El jargó incolor pot ser obtingut en escalfar certes pedres acolorides. Quan el zircó és escalfat de vegades vira de color, o el perd totalment, i alhora normalment augmenta de densitat i lluïssor. Els anomenats diamants Matura, inicialment enviats des de Matara (o Matura), en Sri Lanka, eren zircons decolorats. El zircó té fort poder refractant, i el seu llustre és gairebé adamantí, però no té el foc del diamant. La gravetat específica de zircó és subjecta a variació considerable en varietats diferents; per això Sir A.H. Church trobà la gravetat específica d'un jargó verd-fulla era tan baixa com 3.982, i que un jargó blanc-pur tan alta com 4.705. El Jargoon i la turmalina, quan són tallats com gemmes, són de vegades confoses entre elles però la gravetat específica és distintiva. Ja que la de la turmalina és només 3.103. A més, dins la turmalina el dicroisme és fortament marcat, mentre que dins dels jargons és extraordinàriament feble. L'índex de refracció del jargó és molt més alt que aquells de la turmalina.